# Jannik Nowak
Jannik Nowak (Uetersen, 19 agosto 1994) è un giocatore di football americano tedesco che gioca come wide receiver per i Munich Ravens.